# Оркестар Александра Софронијевића
Оркестар Александра Софронијевића је српски оркестар, којим управља солиста на харминици Александар Софронијевић. 

## Биографија
Оркестар Аце Софронијевића наступао је са певачима различитог музичког опуса. Од Жељка Јоксимовића, Марије Шерифовић, Здравка Чолића преко Аце Пејовића и Лукаса, па све до Цеце, Снежане Ђуришић, Лепе Брене, Тозовца и Шабана Шаулића.
Први наступ Оркестра Александра Софронијевића био је са Аном Бекутом на београдском концерту.
Овај оркестар свира и на разним приватним прославама, као што је  свадба Александре Пријовић и Филипа Живојиновића. Поред српске престонице и осталих градова у Србији, оркестар Аце Софронијевића добија велику ангажованост у Европи.
Оркестар је одсвирао је песму "Немам више никога" за популарну серију „Убице мог оца”, коју је извео Шабан Шаулић, а компоновала Александра Ковач.
Учествовали су на Песми за Евровизију '22 са песмом "Анђеле мој" и ушли су у финале овог такмичења.

## Чланови бенда
- Александар Аца Софронијевић је рођен 19. новембра 1983. године у Краљеву. 2002. године на такмичењу у Сокобањи постаје прва хармоника Југославије, а убрзо након тога формира и свој оркестар, који је свирао на РТВ Краљево.[2] Завршио је Музичку академију у Крагујевцу. Заједно са пријатељима из детињства, диригује једним од најпознатијих оркестара у региону и многи га сматрају наследником Љубише Павковића. У емисији "Никад није касно" Аца сваке недеље показује своје искуство и апсолутни слух свирајући старе песме са новим аранжманом.[5] - хармоника
- Драган Стојковић Пикси - бубањ
- Милан Чоловић - удараљке
- Драгић Остојић Гацо - клавијатуре
- Ненад Гвозденовић Трепко - акустична гитара
- Никола Лабовић Лабо - бас гитара
- Немања Мијатовић - прва виолина
- Стефан Илић - друга виолина
- Марко Којадиновић - кларинет, саксофон и флаута
- Милан Симић - контрабас и вокал,
- Милена Мима Новаковић-Танасковић је бивша учесница Звезда Гранда 2013. сезоне, данас је стални члан бенда и сваке недеље пева женске вокале и пратеће вокале у емисији "Никад није касно". Дипломирала је на Музичкој академији, одсек соло певање.[5] - вокал
- Драгана Гага Алексић - вокал

## Награде и номинације
| Година | Награда                 | Категорија | Рад        | Исход     | Реф.  |
| ------ | ----------------------- | ---------- | ---------- | --------- | ----- |
| 2022.  | Песма за Евровизију ’22 |            | Анђеле мој | 15. место | [ 6 ] |

## Дискографија
- Јабуке (2020)
- Поноћ (2021)
- Јужњачки оријент (2021)
- Анђеле мој (2022)
- Иди путем Мишел (2022)